# Nockalm Quintett

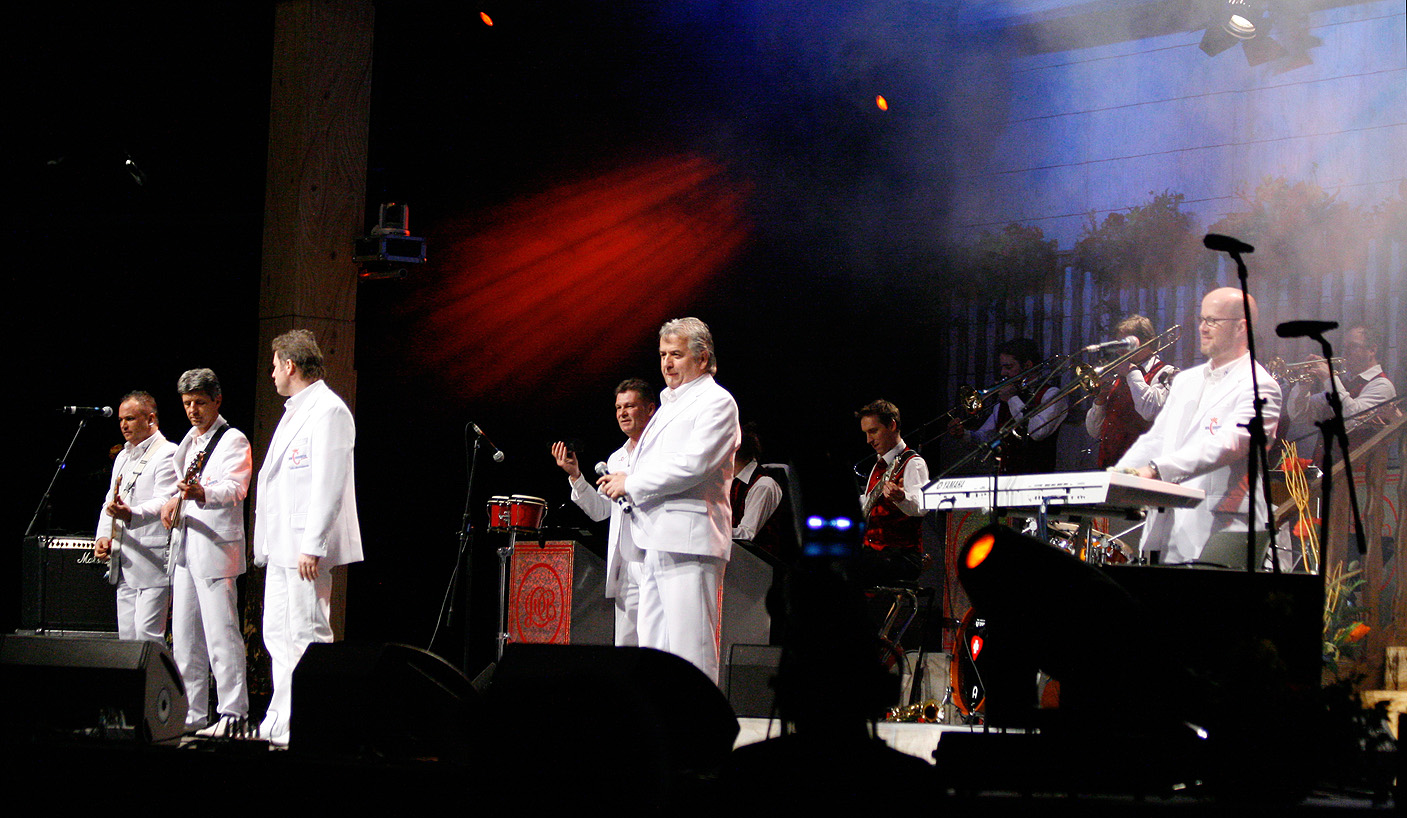
Nockalm Quintett in 2010

Nockalm Quintett is een Oostenrijkse band. Een deel van de naam van de groep is afgeleid van Nockberge. In 2019 kwam er een naamswijziging in Nockis
De groep is in 1982 opgericht in Millstatt. In het begin speelde Nockalm Quintett vooral volksmuziek. In 1989 wonnen ze de op de ZDF uitgezonden Superhitparade, en vanaf toen werden ze ook buiten Oostenrijk bekend. Sinds het midden van de jaren ' 90 leggen ze zich voornamelijk toe op schlager. Veel van hun muziek heeft te maken met de oudheid, zoals het nummer Gladiator van het gelijknamige album.

## Bezetting
Sinds begin 2016 wordt Nockalm Quintett gevormd door  Gottfried Würcher (zang, gitaar, 24 oktober 1958), Wilfried Wiederschwinger (klarinet, saxofoon, trompet, 29 juli 1958), Siegfried Willmann (slagwerk, 12 februari 1969), Markus Holzer (gitaar, 14 juli 1972) en Kurt Strohmeier (keyboard). De band is dan weer, zoals bij de start in 1982, een kwintet. Bandleden Arnd Herröder (keyboard, 9 september 1972), Edmund Wallensteiner (E-Bass, gitaar, 9 juni 1962) en Dietmar Zwischenberger (trompet, slagwerk, percussie, 22 juli 1962) hebben de Nockis verlaten om hun eigen band KnickerNocker te vormen.

## Successen
In 1991 nam de groep voor het eerst deel aan de Grand Prix der Volksmusik, en met het nummer Schuld sind deine himmelblauen Augen bereikten ze toen de 4e plaats in de Duitse hitparade. Bij de Grand Prix van het jaar daarna bereikten ze de negende plaats met Und in der Nacht, da brauch i di zum Träumen immerhin. Daarna hadden ze een tijdlang minder succes, maar in 2002 wonnen ze de Grand Prix met het lied Dort auf Wolke sieben, dat ze produceerden in samenwerking met de jonge zangeres Sarah Stephanie Markovits.
In 2001 won Gottfried Würcher, samen met Norbert Rier van Kastelruther Spatzen en Markus Wolfahrt van Klostertaler onder de naam Die Grosse drei der volksmusik, de Krone der Volksmusik voor het grootste mediasucces van 2000. Gezamenlijk hebben die Grosse drei der volksmusik inmiddels verscheidene dubbel-CD's en DVD's uitgebracht. Inmiddels heeft Nockalm-Quintett samen met Andrea Jürgens een nieuwe titel opgenomen, Wir greifen nach den Sternen.
De groep is zesmaal genomineerd voor de Amadeus Austrian Music Award, maar heeft deze prijs nooit gekregen.

## Succesvolle titels
- Spiel nie mit dem Feuer, 1989
- Aus Tränen wird ein Schmetterling, 1990
- Schuld sind Deine himmelblauen Augen, 1991
- Und in der Nacht, da brauch i di zum Träumen, 1992
- Nur a Tanz und dann a Busserl, 1993
- Wir greifen nach den Sternen, 1996 (Duet met Andrea Jürgens)
- Der Himmel spielte Hollywood, 1999
- Schwarzer Sand von Santa Cruz, 1999
- Und über Rhodos küss' ich Dich, 1999
- Weine nicht um ihn, 1999
- My love, 2000 (Duet met Monika Martin)
- Sag nochmal, ich liebe Dich, 2000
- Spiel nie mit dem Feuer, 2000
- Dort auf Wolke Sieben, 2002
- Die kleine Insel Zärtlichkeit, 2003
- Halleluja Day, 2003
- Amadeus in Love, 2005
- Einsam wie Napoleon, 2006
- Volle Kanne Sehnsucht, 2007
- Ich Dich auch, 2008
- Der Mann nach mir, 2009
- Zieh dich an und geh, 2011
- Kleine haus am meer, 2014

## Albums Nockalm Quintett
- Rund um Bad Kleinkirchheim
- Musik für alle (1985)
- Quer durch's Alpenland
- Drei Finger aufs Herz
- Fünf gute Freunde
- Mein Herz sagt ja… (1988)
- Liebe, Träume und Musik (1989)
- Aus Tränen wird ein Schmetterling (1990)
- Schuld sind Deine himmelblauen Augen (1991)
- Von Weihnacht zu Weihnacht (1991)
- Der Sommerwind will keine Tränen seh'n (1992)
- Schwarzer Sand von Santa Cruz (1993)
- Und über Rodos küss ich Dich (1994)
- Sternenhimmelgefühl (1995)
- Zärtliche Gefühle (1996)
- Das Wunder von Phyräus (1997)
- Der Himmel spielte Hollywood (1998)
- Casablanca für immer (1999)
- Highlights of Love (2000)
- Vom Winde verweht (2000)
- Weihnachten mit dem Nockalm Quintett (2000)
- Gladiator (2001)
- Das Mädchen Atlantis (2002)
- Die kleine Insel Zärtlichkeit (2003)
- Nockalm Weihnacht (2003)
- Prinz Rosenherz (2004)
- Amadeus in Love (2005)
- Einsam wie Napoleon (2006)
- Volle Kanne Sehnsucht (2007)
- Ich Dich auch (2008)
- Ja (2009)
- Mein Wunder der Liebe (2010)
- Zieh Dich An Und Geh (2011)
- Ein Weihnachtslied, Das Dir Gehört (2012)
- Mit Den Augen Einer Frau (2013)
- Du Warst der Geilste Fehler Meines Lebens (2014)
- Wonach sieht's denn aus? (2016)
- In der nacht (2017)
- Nockis Schlagerparty (2018)

## Albums Nockis
- Für Ewig (2019)
- Ich will dich (2022)
- Gefühlsecht (2024)
- 1870 (2025)

## Uitgaven van muzikale hoogtepunten
- Nockalm Gold (1993)
- 20 Jahre auf Wolke 7 (2002)
- Nockalm Diamant (2009)
- Wahnsinnsflug Auf Wolke 7 / 30 Jahre - 30 hits (2012)
- Die Lange Nacht Auf Wolke 7 (livealbum, 2013)
- Alles Hits! (2020) (als Nockis)
- 40 (2022) (als Nockis)
- Gelücksgefühle (2025) (als Nockis)